# Покрытие (материал)
Покры́тие в материаловедении – это нанесённый на объект относительно тонкий поверхностный слой из другого материала. Целью нанесения покрытия является улучшение поверхностных свойств основного материала, обычно называемого материалом подложки. Улучшают, среди прочих, такие свойства, как внешний вид, адгезию, смачиваемость, стойкость к коррозии, износостойкость, стойкость к высоким температурам, электропроводность, придают материалу антибактериальные свойства. Покрытия могут наноситься в жидкой, газообразной или твердой фазах, но в результате они составляют одно целое с основным материалом.
Покрытие, как правило, наносится только на работающую часть детали, реже – на всю поверхность. На различные части поверхности одного объекта могут наноситься разные покрытия. Иногда применяются многослойные покрытия (например, грунтовка+краска).
Подробнее о материалах можно узнать тут 

## Классификация
Виды покрытий по типу наносимого химического элемента:
- МЕТАЛЛИЧЕСКИЕ ПОКРЫТИЯ представляют собой механическую защиту (катодное покрытие) или электрохимическую (анодное покрытие). Катодное покрытие-это покрытие металлом, который более электроположителен (менее активен), чем основной. Например, углеродистую сталь способом лужения покрывают оловом.
- НЕМЕТАЛЛИЧЕСКИЕ НЕОРГАНИЧЕСКИЕ ПОКРЫТИЯ — это покрытия, состоящие из неорганических соединений металлов. Примерами их являются: окисное, окисно-фосфатное, фосфатное, фторидное, окисно-фторидное и др.

- Тонкие плёнки:

- Полученные химическим осаждением из газовой фазы
- Полученные вакуумным напылением

- Металлизация, полученная

- Анодированием
- Хромированием
- Оксидированием
- Алитированием
- Титанированием
- Цинкованием
- Фосфатированием

- Напыление

- Высокоскоростное газопламенное напыление
- Газопламенное напыление
- Детонационное напыление
- Напыление с оплавлением
- Плазменное напыление

- Краски

- Олифа
- Эмаль
- Порошковые покрытия
- Промышленные покрытия
- Эпоксидные покрытия

- Биметалл
- Гальваника
- Полимерные покрытия, например, Тефлон
- Резиновые Архивная копия от 4 сентября 2021 на Wayback Machine покрытия
- Глазурь
- Гелькоут
- Ламинация